# Joseph (modello)
Joseph (Saint-Domingue, 1793 circa – Francia, post 1865) è stato un modello haitiano attivo in Francia.
Noto in francese come "le Nègre" ("il negro") o "le Maure" ("il moro") dal 1818 al 1865 posò come modello per vari artisti francesi, in particolare Théodore Géricault, che lo ritrasse per tre volte ne La zattera della Medusa.

## Biografia
Come per altri modelli originari dalle colonie francesi di quell'epoca (come Laure, che posò per alcuni dipinti manetiani) non si conosce il suo cognome. Joseph lasciò la sua isola natale, Saint-Domingue, nel 1804, durante l'indipendenza di Haiti. Dopo essere sbarcato a Marsiglia, svolse vari mestieri a Parigi prima di diventare un acrobata nella compagnia di Madame Saqui nel 1808. Vari pittori notarono il suo fisico atletico, che evocava sia i miti del selvaggio dell'epoca che gli eroi dell'antichità.

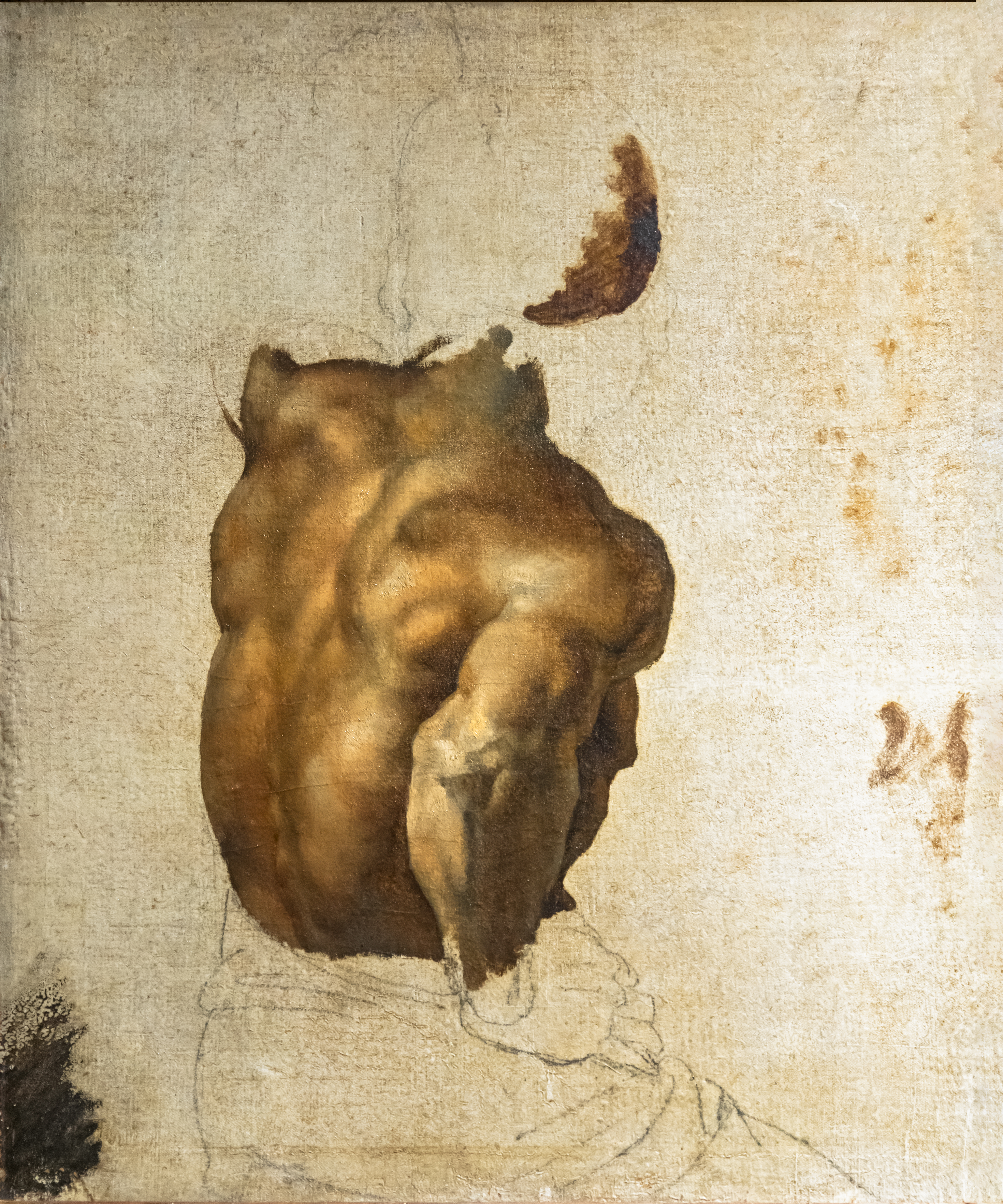
Uno studio per La zattera della Medusa ritraente la schiena di Joseph.

Fu Géricault, del quale divenne amico, che lanciò la sua carriera di modello a partire dal 1818, dando i suoi tratti a tre personaggi de La zattera della Medusa, come l'uomo di schiena posto in guardia che agita una veste. A partire dal 1832, Joseph fu uno degli unici modelli di sesso maschile alla scuola di belle arti parigina: essendo un modello professionista, riceveva un salario di 45,89 franchi. In breve tempo egli divenne molto famoso tra gli artisti francesi e di lui si diceva che avesse "un grande carisma".

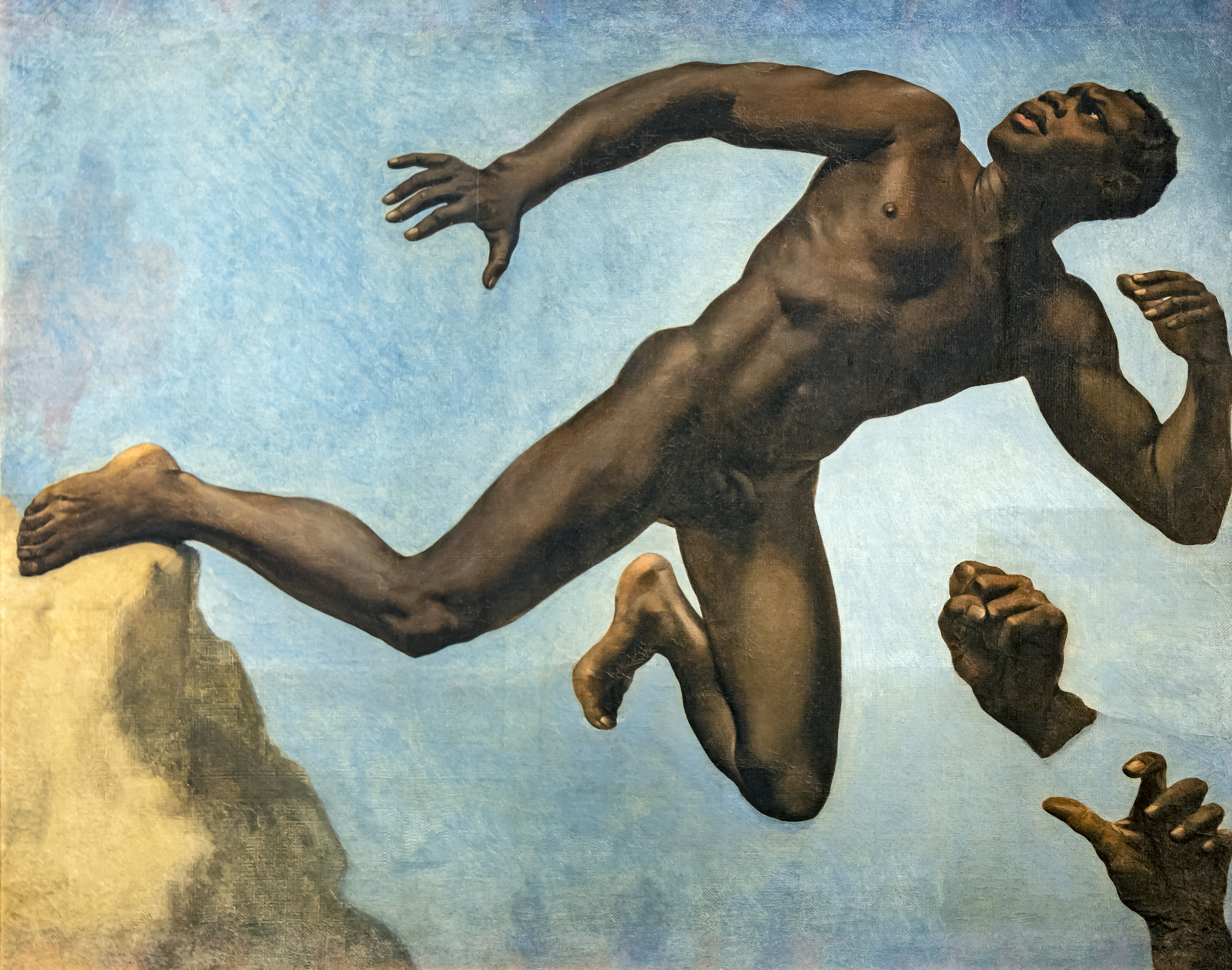
Uno studio di nudo di Joseph realizzato da Théodore Chasseriau.

Per conto di Ingres, il suo allievo Théodore Chassériau dipinse vari studi di  Joseph nel 1838. Ingres infatti immaginava un'opera che non sarà mai realizzata, un Gesù che scaccia Satana (Jésus chassant Satan) nel quale Joseph avrebbe prestato i suoi tratti al demone.
Nel 1865, Adolphe Brune lo dipinse invecchiato in un dipinto che porta il suo nome e il suo soprannome (Joseph le Nègre). Con il passare degli anni, Joseph posò sempre di meno, ma aiutò il suo amico Charles Gleyre nel suo studio. Non si conosce la sua data di morte, ma questa è da collocarsi dopo il 1865.

Joseph le nègre di Adolphe Brune in Musée Henri-Martin Cahors

## Omaggi
Lo scrittore congolese Bona Mangangu scrisse un omaggio poetico al modello intitolato Joseph le Maure, che inizia così:
Dal mese di marzo al mese di luglio del 2019, il museo d'Orsay a Parigi dedicò una mostra ai "modelli neri, da Géricault a Matisse", che ripercorre anche la storia di Joseph.
Nel giugno del 2019, un gruppo di quindici storici e curatori, come Myriam Cottias e Catherine Coquery-Vidrovitch, chiese che continuasse il rinnovamento semantico iniziato nel dicembre del 2015 dal museo statale amsterdamiano, che aveva rimpiazzato dei termini offensivi ereditati dalle relazioni razziali dissimmetriche come "negro", "schiavo", "selvaggio", "moro" e "maomettano": quello stesso anno, il museo d'Orsay cominciò a riferirsi al modello chiamandolo "Joseph il moro" (Joseph le Maure), in quanto nel XXI secolo il termine "negro" viene visto con un'accezione negativa.